# Thomas Musgrave (navigateur)
Pour les articles homonymes, voir Thomas Musgrave.
Thomas Musgrave, né le 10 mai 1832 à Durham et mort le 7 novembre 1891 à Point Lonsdale Lighthouse (Queenscliffe, Victoria), est un navigateur britannique.
Thomas Musgrave est célèbre pour avoir publié en 1866 le récit de son naufrage aux îles Auckland avec le Grafton. Ce récit est l'équivalent de celui en français de son co-naufragé, François Raynal.

## Biographie
Fils aîné de Richard Musgrave et de Margaret Bailie, il s'engage dans la marine à l'âge de 16 ans à Liverpool en 1848. Il épouse Catherine Halcrow Sinclair en 1854 à Saint John au Nouveau-Brunswick. Il s'installe avec sa famille en Australie en 1858.
En 1863, capitaine du Grafton, il quitte Sydney le 12 novembre pour une expédition de prospection et de chasse au phoque vers l'île Campbell et les îles Auckland au sud de la Nouvelle-Zélande. Le navire fait naufrage à Port Carnley, sur l'île d'Auckland, au début de janvier 1864, et l'équipage du navire, composé de cinq personnes, est bloqué jusqu'à ce qu'il soit en mesure de remodeler le canot du navire. Trois des naufragés, dont Musgrave, parcourent les 400 km qui les séparent de l'île Stewart en juillet 1865 pour obtenir des secours. Musgrave écrit par la suite Castaway on the Auckland Isles, le récit du naufrage.
À son retour, il devient en 1867 pilote à Lakes Entrance puis en 1869 devient responsable du Wilsons Promontory Lighthouse, en 1878 de celui de l'île Gabo, en 1884 de Cape Schanck Lighthouse (en), en 1887, du phare de cap Otway et de Point Lonsdale Lighthouse (en) où il finit sa vie.
Il meurt sept mois après sa femme avec qui il est enterré à Queenscliffe. Au cours de leur mariage de 37 ans, Catherine Musgrave a eu 16 enfants, dont trois paires de jumeaux. Neuf de leurs enfants sont décédés avant eux, dont beaucoup en bas âge.